# Ezzhiliga
Ezzhiliga  (in arabo ازحيليكة‎?) è un centro abitato e comune rurale del Marocco situato nella provincia di Khémisset, regione di Rabat-Salé-Kénitra. Conta una popolazione di 15 430 abitanti (censimento 2014).